# Альфредс Ріекстіньш
Альфредс Ріекстіньш (латис. Alfrēds Riekstiņš; 30 січня 1913, Сабіле, Курземе, Латвія — 11 вересня 1952, Талсинський район, Латвія) — ваффен- унтерштурмфюрер Латиського добровольчого легіону СС. Кавалер Лицарського хреста Залізного хреста. 

## Життєпис
Служив у 7-му Сигулдському піхотному полку і у 24-му Талсинському батальйоні. Воював у Сабільському партизанському об'єднанні. Командир батальйону 19 дивізії. Воював проти совєцьких військ під Мінськом і Санкт-Петербургом. 
У 1951 добровільно завербувався до британської розвідки, для збору інформації на території Латвійської РСР. 
З групою з двох людей був десантований недалеко від Сабіле. Під час десантування один член команди загинув. Надалі виявилося, що другий агент був завербований совєцькою розвідкою. Через чотири дні будинок, де ховалася група Ріекстіньша, був оточений совєцькими солдатами. Зрозумівши безвихідь свого становища, Альфред отруївся ціанідом калію. За іншою версією, убивши сімох солдат, Ріекстіньш вийшов з піднятими руками і вжив отруту. 